# Вировий Захарій Іванович
Захарій Іванович Вировий (варіант Захар Іванович, агентурні прізвиська: Захар, Орлик, Кобчик, 1879, с. Сміла, Черкаський повіт, Київська губернія — 2 липня 1926, Москва) — депутат Державної думи Російської імперії І скликання, працював столяром, був секретним агентом поліції.

## Біографія
Православний українець, з селянської родини села Сміла Черкаського повіту Київської губернії. Відбувши військову службу, повернувся до Сміли. Став робітником, почав працювати столяром у каретних майстернях, потім столяром на Черкаському цукровому заводі.

### Освіта
Здобув домашню початкову освіту. У 1899 слухав лекції з політичної економії професора В. Я. Железнова; багато читав, був знайомий з творами Карла Маркса, Фрідріха Енгельса, Фердинанда Лассаля. За даними сучасних йому біографів «дуже начитаний».

### Політична діяльність
В 1899 був залучений з політики. За своїми поглядами примикав до партії соціал-демократів.

### У Державній Думі

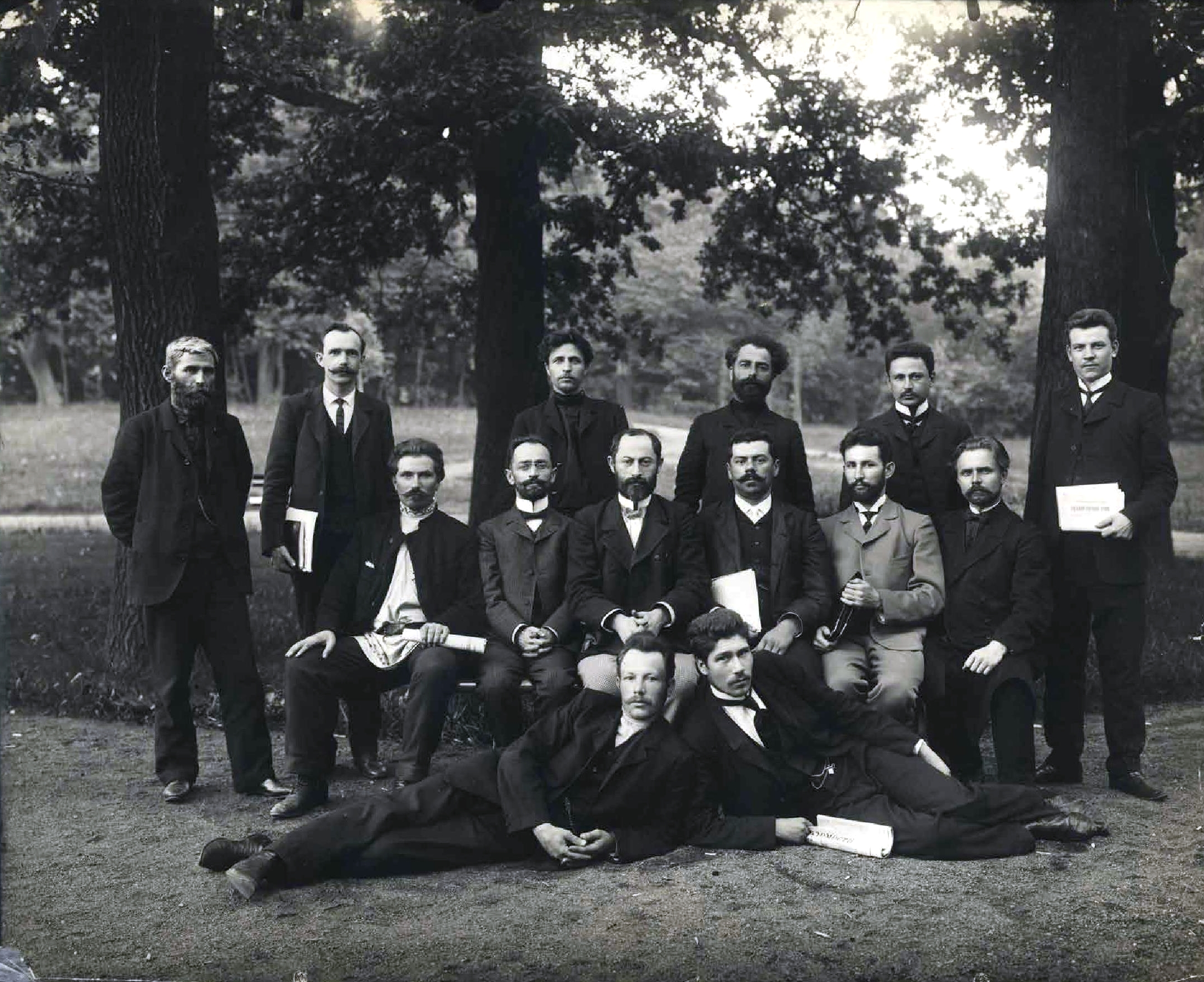
Соціал-демократична фракція I Державної думи. Стоять: І. І. Рамішвілі, І. Ф. Савельєв, З. І. Вировий, С. Н. Церетелі, І. Г. Гомартелі, А. І. Смирнов ; сидять: М. І. Михайличенко, С. Д. Джапарідзе, Н. Н. Жорданія, В. О. Ільїн, П. А. Єршов, І. Є. Шувалов ; лежать: В. Н. Чурюков, І. І. Антонов

22 квітня 1906 року обраний до Державної Думи I скликання від загального складу виборщиків Київських губернських виборчих зборів. Під час виборів йому надав активну підтримку більшовик М. С. Урицький, майбутній голова Петроградської ЧК.

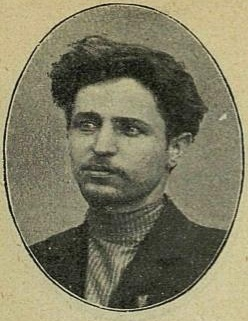
З. І. Вировий, депутат Державної Думи I скликання, 1906

Політична позиція у квітні 1906 року охарактеризована як «крайній лівий». Першим завданням Думи вважав скасування смертної кари і повну амністію, а потім введення 8-годинного робочого дня і вирішення аграрного питання. За одними відомостями, Вировий входив до Соціал-демократичної фракції, за іншими — до Трудової групи. Самі трудовики у своєму виданні «Роботи Першої Державної Думи» політичну позицію Вирового характеризують як «Т. Р. — С. Д.». Це означає, що він перебував у Трудовій групі, але з утворенням на початку червня соціал-демократичної фракції перейшов до неї. Активний член Української громади у Думі.
9 червня 1906 р. підпис Вирового з'явився під запропонованою соціал-демократами резолюцією щодо відповіді міністра внутрішніх справ на депутатські запити. Сьомий пункт її зокрема говорив: «весь склад вищої адміністрації, за нинішнього і попереднього кабінетах, підлягає суду за обвинуваченням у низці тяжких кримінальних злочинів проти життя, майна і честі російських громадян, і у приховуванні таких злочинів».
10 липня 1906 року у м. Виборзі підписав «Виборзьке звернення», але, мабуть, по основному Виборзькому процесу 1907 року залучений був (див. нижче), оскільки емігрував до Франції, за одними відомостями — 1906 року, за іншими — не раніше листопада 1907.

### Секретний інформатор поліції
Час, з якого Вировий почав співпрацювати з поліцією, точно не встановлено, але, припущення, що він був завербований до виборів у Думу, мабуть, мають підстави.
Восени 1907 року Захар Вировий, на той час один із керівників Українського соціал-демократичного союзу («Спілки»), звернувся до М. С. Урицького із запрошенням на конференцію «Спілки керівників Київського комітету РСДРП». З обережності у розмові з Вировим Урицький назвав неточне місце та час засідання комітету у Києві. 29 жовтня, коли Урицький з'явився у Києві, його заарештували жандарми. З їхніх питань стало ясно, що за згаданою у розмові з Вировим неточною адресою було влаштовано засідку, яка не дала результатів. Це дало підстави Урицькому запідозрити Вирового у зраді.
Конференція «Спілки» відбулася 30 жовтня 1907 року без участі членів Київського комітету РСДРП у передмісті Києва на станції Ірпінь. На самій конференції ніхто з членів Спілки не був заарештований, але після її закінчення всі учасники були затримані по одному, що призвело до фактичного розгрому організації. Вировий також був заарештований і ув'язнений у Лук'янівську в'язницю, оскільки, за припущенням Урицького, поліція не могла залишити його на волі, оскільки це призвело б до «розсекречування» Вирового як агента.
Основні відомості про інформування Вирового сягають документів і свідчень завідувача Закордонної агентури Департаменту поліції О. О. Красильникова. У 1908 році і до жовтня 1909 Вировий діяв під прізвисько «Захар», пізніше «Орлик» та «Кобчик». Його оклад, як агента, становив 350, а пізніше 400 франків щомісяця.
У серпні 1912 року Вировой працював у фірмі «Bollancourt», зайнятої будівництвом аеропланів, це принесло йому матеріал для доносу на деяких російських авіаторів (есер Небудек та інші). Ще в липні 1912 року Вировий, посилаючись на деякі особисті причини, вирішив їхати до Росії. Причому він планував отримати від есерів явки та адреси та допомогу при переїзді через кордон. Виїхав Вировий із Парижа до Києва лише у листопаді із паспортом, на ім'я Михайла Іваненка. У Києві він мав повідомити начальника місцевого охоронного відділення листом на адресу: Рейтерська, 5, П. Ф. Боговському. Проте повідомлення «Орлика» за 1912 рік було присвячене «Товариству активної допомоги політичним каторжанам», засновником якого він був сам разом з відомим анархістом Кареліним. З повідомлення йдеться, що на зборах товариства Вировий виступав противником терористичних актів при звільненні заарештованих. Подальші повідомлення Вирового стосувалися головним чином «Братства вільних общинників» і з'їзду анархістів, який мав відбутися в 1914.
Того ж 1914 року В. Л. Бурцев отримав відомості про провокацію серед анархістів. Запідозрений був, однак, не Вировий, а Микола Музиль (Рогдаєв). Це було влаштовано самим Вировим, він дотепними тактичними ходами розбивав групу анархістів-комуністів, які почали підозрювати один одного в зраді. Члени групи у пошуках зрадника почали кидати в обличчя один одному звинувачення у провокації. З цього приводу Красильников із задоволенням доносив Департаменту поліції: «Справа Рогдаєва призвела до того, що існування паризької федерації анархістів-комуністів, що співорганізувалася, можна вважати закінченою». Незабаром після «справи Рогдаєва» Вировий покинув цю групу анархістів.
Навесні 1915 року, отримавши на дорогу 500 франків, З. І. Вировой виїхав у Росію для відбування військової повинності. 12 березня 1915 року Красильников у телеграмі характеризував Вирового, як відданого справі, заслуговуючого на довіру агента: «Орлик — есер, перебував у близьких стосунках з Кареліним і групами анархічного спрямування, особливого становища у групі не займав. <…> Маю намір продовжувати співпрацю, якщо дозволять умови служби та отримаю на те відповідні вказівки». Дружині Вирового, що залишилася в Парижі, після його від'їзду протягом року виплачувалося по 200 франків щомісяця.

### «Останній виборжець»
167 зі 180 осіб, які підписали «Виборзьке звернення» було засуджено на основному процесі у цій справі у грудні 1907 року, більшість із них відбули покарання у травні-серпні 1908 року. У травні 1915 року у справі про «Виборзьку відозву» З. І. Вировий був затриманий останнім і засуджений на 2 місяці в'язниці. Це дало підстави пресі назвати його «останнім виборжцем».

### Радянський період та загибель
Відомо, що за радянських часів Вировий жив у Таганрозі, працював столяром на Таганрозькому заводі Лебедєва.
13 травня 1926 року заарештований. 28 червня 1926 року засуджений Колегією ОГПУ за звинуваченням у негласній співпраці з царською охоронкою до розстрілу. Розстріляний 2 липня 1926 року, похований на території Яузької лікарні.
5 квітня 1993 року реабілітований.